# Gran Premio di superbike di Phillip Island 2013
Il Gran Premio di Superbike di Phillip Island 2013 è stata la prima prova su quattordici del Campionato mondiale Superbike 2013, è stato disputato il 24 febbraio sul Circuito di Phillip Island e in gara 1 ha visto la vittoria di Sylvain Guintoli davanti a Eugene Laverty e Michel Fabrizio, la gara 2 è stata vinta da Eugene Laverty che ha preceduto Sylvain Guintoli e Marco Melandri.
La vittoria nella gara valevole per il campionato mondiale Supersport 2013 è stata ottenuta da Kenan Sofuoğlu.

## Risultati

### Gara 1

#### Arrivati al traguardo[4]
| Pos. | Nº | Pilota            | Squadra              | Motocicletta          | Giri | Tempo     | Griglia | Punti |
| ---- | -- | ----------------- | -------------------- | --------------------- | ---- | --------- | ------- | ----- |
| 1º   | 50 | Sylvain Guintoli  | Aprilia Racing       | Aprilia RSV4 Factory  | 22   | 33:47.109 | 6º      | 25    |
| 2º   | 58 | Eugene Laverty    | Aprilia Racing       | Aprilia RSV4 Factory  | 22   | +0:01.352 | 2º      | 20    |
| 3º   | 84 | Michel Fabrizio   | Red Devils Roma      | Aprilia RSV4 Factory  | 22   | +0:01.359 | 3º      | 16    |
| 4º   | 19 | Chaz Davies       | BMW Motorrad GoldBet | BMW S1000 RR          | 22   | +0:05.702 | 12º     | 13    |
| 5º   | 66 | Tom Sykes         | Kawasaki Racing      | Kawasaki ZX-10R       | 22   | +0:05.753 | 4º      | 11    |
| 6º   | 76 | Loris Baz         | Kawasaki Racing      | Kawasaki ZX-10R       | 22   | +0:06.769 | 11º     | 10    |
| 7º   | 91 | Leon Haslam       | Pata Honda           | Honda CBR1000RR       | 22   | +0:06.830 | 8º      | 9     |
| 8º   | 65 | Jonathan Rea      | Pata Honda           | Honda CBR1000RR       | 22   | +0:17.944 | 9º      | 8     |
| 9º   | 2  | Leon Camier       | Fixi Crescent Suzuki | Suzuki GSX-R1000      | 22   | +0:19.152 | 7º      | 7     |
| 10º  | 27 | Max Neukirchner   | MR-Racing            | Ducati Panigale 1199R | 22   | +0:26.557 | 13º     | 6     |
| 11º  | 16 | Jules Cluzel      | Fixi Crescent Suzuki | Suzuki GSX-R1000      | 22   | +0:30.305 | 17º     | 5     |
| 12º  | 18 | Ivan Clementi     | HTM Racing           | BMW S1000 RR          | 22   | +0:30.411 | 15º     | 4     |
| 13º  | 5  | Alexander Lundh   | Team Pedercini       | Kawasaki ZX-10R       | 22   | +0:45.185 | 18º     | 3     |
| 14º  | 14 | Glenn Allerton    | Next Gen Motorsports | BMW S1000 RR          | 22   | +0:48.632 | 16º     | 2     |
| 15º  | 21 | Jamie Stauffer    | Honda Racing         | Honda CBR1000RR       | 22   | +0:53.453 | 14º     | 1     |
| 16º  | 23 | Federico Sandi    | Team Pedercini       | Kawasaki ZX-10R       | 22   | +1:22.730 | 20º     |       |
| 17º  | 31 | Vittorio Iannuzzo | Grillini Dentalmatic | BMW S1000 RR          | 18   | +4 giri   | 21º     |       |

#### Ritirati
| Nº | Pilota           | Squadra              | Motocicletta          | Giri | Griglia |
| -- | ---------------- | -------------------- | --------------------- | ---- | ------- |
| 7  | Carlos Checa     | Ducati Alstare       | Ducati Panigale 1199R | 12   | 1º      |
| 33 | Marco Melandri   | BMW Motorrad GoldBet | BMW S1000 RR          | 12   | 5º      |
| 34 | Davide Giugliano | Althea Racing        | Aprilia RSV4 Factory  | 2    | 10º     |

### Gara 2

#### Arrivati al traguardo[5]
| Pos. | Nº | Pilota            | Squadra              | Motocicletta          | Giri | Tempo     | Griglia | Punti |
| ---- | -- | ----------------- | -------------------- | --------------------- | ---- | --------- | ------- | ----- |
| 1º   | 58 | Eugene Laverty    | Aprilia Racing       | Aprilia RSV4 Factory  | 22   | 33:45.938 | 2º      | 25    |
| 2º   | 50 | Sylvain Guintoli  | Aprilia Racing       | Aprilia RSV4 Factory  | 22   | +0:00.418 | 6º      | 20    |
| 3º   | 33 | Marco Melandri    | BMW Motorrad GoldBet | BMW S1000 RR          | 22   | +0:01.382 | 5º      | 16    |
| 4º   | 84 | Michel Fabrizio   | Red Devils Roma      | Aprilia RSV4 Factory  | 22   | +0:02.282 | 3º      | 13    |
| 5º   | 66 | Tom Sykes         | Kawasaki Racing      | Kawasaki ZX-10R       | 22   | +0:11.545 | 4º      | 11    |
| 6º   | 34 | Davide Giugliano  | Althea Racing        | Aprilia RSV4 Factory  | 22   | +0:12.508 | 10º     | 10    |
| 7º   | 16 | Jules Cluzel      | Fixi Crescent Suzuki | Suzuki GSX-R1000      | 22   | +0:17.330 | 17º     | 9     |
| 8º   | 65 | Jonathan Rea      | Pata Honda           | Honda CBR1000RR       | 22   | +0:17.339 | 9º      | 8     |
| 9º   | 2  | Leon Camier       | Fixi Crescent Suzuki | Suzuki GSX-R1000      | 22   | +0:19.886 | 7º      | 7     |
| 10º  | 91 | Leon Haslam       | Pata Honda           | Honda CBR1000RR       | 22   | +0:19.996 | 8º      | 6     |
| 11º  | 27 | Max Neukirchner   | MR-Racing            | Ducati Panigale 1199R | 22   | +0:27.629 | 13º     | 5     |
| 12º  | 14 | Glenn Allerton    | Next Gen Motorsports | BMW S1000 RR          | 22   | +0:42.809 | 16º     | 4     |
| 13º  | 21 | Jamie Stauffer    | Honda Racing         | Honda CBR1000RR       | 22   | +0:42.893 | 14º     | 3     |
| 14º  | 23 | Federico Sandi    | Team Pedercini       | Kawasaki ZX-10R       | 22   | +0:44.899 | 20º     | 2     |
| 15º  | 5  | Alexander Lundh   | Team Pedercini       | Kawasaki ZX-10R       | 22   | +0:57.824 | 18º     | 1     |
| 16º  | 31 | Vittorio Iannuzzo | Grillini Dentalmatic | BMW S1000 RR          | 22   | +1:22.574 | 21º     |       |
| 17º  | 19 | Chaz Davies       | BMW Motorrad GoldBet | BMW S1000 RR          | 20   | +2 giri   | 12º     |       |

#### Ritirati
| Nº | Pilota        | Squadra         | Motocicletta    | Giri | Griglia |
| -- | ------------- | --------------- | --------------- | ---- | ------- |
| 18 | Ivan Clementi | HTM Racing      | BMW S1000 RR    | 11   | 15º     |
| 76 | Loris Baz     | Kawasaki Racing | Kawasaki ZX-10R | 0    | 11º     |

### Supersport

#### Arrivati al traguardo
| Pos. | Nº | Pilota               | Squadra                       | Motocicletta     | Giri | Tempo     | Griglia | Punti |
| ---- | -- | -------------------- | ----------------------------- | ---------------- | ---- | --------- | ------- | ----- |
| 1º   | 54 | Kenan Sofuoğlu       | MAHI Racing Team India        | Kawasaki ZX-6R   | 15   | 23'32.480 | 2º      | 25    |
| 2º   | 11 | Sam Lowes            | Yakhnich Motorsport           | Yamaha YZF R6    | 15   | +1.899    | 1º      | 20    |
| 3º   | 60 | Michael van der Mark | Pata Honda                    | Honda CBR600RR   | 15   | +6.771    | 4º      | 16    |
| 4º   | 99 | Fabien Foret         | MAHI Racing Team India        | Kawasaki ZX-6R   | 15   | +11.095   | 3º      | 13    |
| 5º   | 44 | David Salom          | Kawasaki Intermoto Ponyexpres | Kawasaki ZX-6R   | 15   | +12.076   | 6º      | 11    |
| 6º   | 9  | Luca Scassa          | Kawasaki Intermoto Ponyexpres | Kawasaki ZX-6R   | 15   | +12.943   | 19º     | 10    |
| 7º   | 8  | Andrea Antonelli     | Team Goeleven                 | Kawasaki ZX-6R   | 15   | +23.968   | 8º      | 9     |
| 8º   | 26 | Lorenzo Zanetti      | Pata Honda                    | Honda CBR600RR   | 15   | +24.536   | 10º     | 8     |
| 9º   | 55 | Massimo Roccoli      | Pata by Martini               | Yamaha YZF R6    | 15   | +24.782   | 11º     | 7     |
| 10º  | 4  | Jack Kennedy         | Rivamoto                      | Honda CBR600RR   | 15   | +24.809   | 5º      | 6     |
| 11º  | 6  | Vladimir Ivanov      | Kawasaki DMC-Lorenzini        | Kawasaki ZX-6R   | 15   | +32.825   | 15º     | 5     |
| 12º  | 87 | Luca Marconi         | PTR Honda                     | Honda CBR600RR   | 15   | +33.028   | 26º     | 4     |
| 13º  | 91 | Roberto Tamburini    | Suriano Racing                | Suzuki GSX-R600  | 15   | +33.055   | 22º     | 3     |
| 14º  | 20 | Mathew Scholtz       | Suriano Racing                | Suzuki GSX-R600  | 15   | +34.067   | 24º     | 2     |
| 15º  | 25 | Alex Baldolini       | Team Lorini                   | Honda CBR600RR   | 15   | +34.993   | 20º     | 1     |
| 16º  | 35 | Mitchell Carr        | AARK Racing                   | Triumph 675 R    | 15   | +38.271   | 25º     |       |
| 17º  | 16 | Joshua Hook          | Honda Racing                  | Honda CBR600RR   | 15   | +43.352   | 21º     |       |
| 18º  | 88 | Kevin Coghlan        | Kawasaki DMC-Lorenzini        | Kawasaki ZX-6R   | 15   | +45.430   | 9º      |       |
| 19º  | 7  | Nacho Calero         | Honda PTR                     | Honda CBR600RR   | 15   | +48.398   | 30º     |       |
| 20º  | 64 | Matt Davies          | Honda PTR                     | Honda CBR600RR   | 15   | +51.343   | 29º     |       |
| 21º  | 21 | Christian Iddon      | ParkinGo MV Agusta Corse      | MV Agusta F3 675 | 15   | +52.541   | 13º     |       |
| 22º  | 10 | Imre Tóth            | Racing Team Toth              | Honda CBR600RR   | 15   | +53.273   | 28º     |       |
| 23º  | 24 | Eduard Blokhin       | Rivamoto                      | Honda CBR600RR   | 15   | +1'30.957 | 33º     |       |
| 24º  | 32 | Sheridan Morais      | PTR Honda                     | Honda CBR600RR   | 11   | +4 giri   | 23º     |       |

#### Ritirati
| Nº | Pilota           | Squadra                  | Motocicletta     | Giri | Griglia |
| -- | ---------------- | ------------------------ | ---------------- | ---- | ------- |
| 47 | Roberto Rolfo    | ParkinGo MV Agusta Corse | MV Agusta F3 675 | 13   | 7º      |
| 73 | Dino Lombardi    | Pata by Martini          | Yamaha YZF R6    | 12   | 27º     |
| 12 | Kevin Curtain    | Yamaha Racing            | Yamaha YZF R6    | 4    | 14º     |
| 37 | David Linortner  | Honda PTR                | Honda CBR600RR   | 3    | 17º     |
| 5  | Raffaele De Rosa | Team Lorini              | Honda CBR600RR   | 2    | 18º     |
| 65 | Vladimir Leonov  | Yakhnich Motorsport      | Yamaha YZF R6    | 2    | 12º     |
| 61 | Fabio Menghi     | VFT Racing               | Yamaha YZF R6    | 2    | 16º     |
| 23 | Luca Salvadori   | Pata by Martini          | Yamaha YZF R6    | 1    | 31º     |
| 59 | Alex Schacht     | Racing Team Toth         | Honda CBR600RR   | 1    | 32º     |